# Institut maritime du Québec

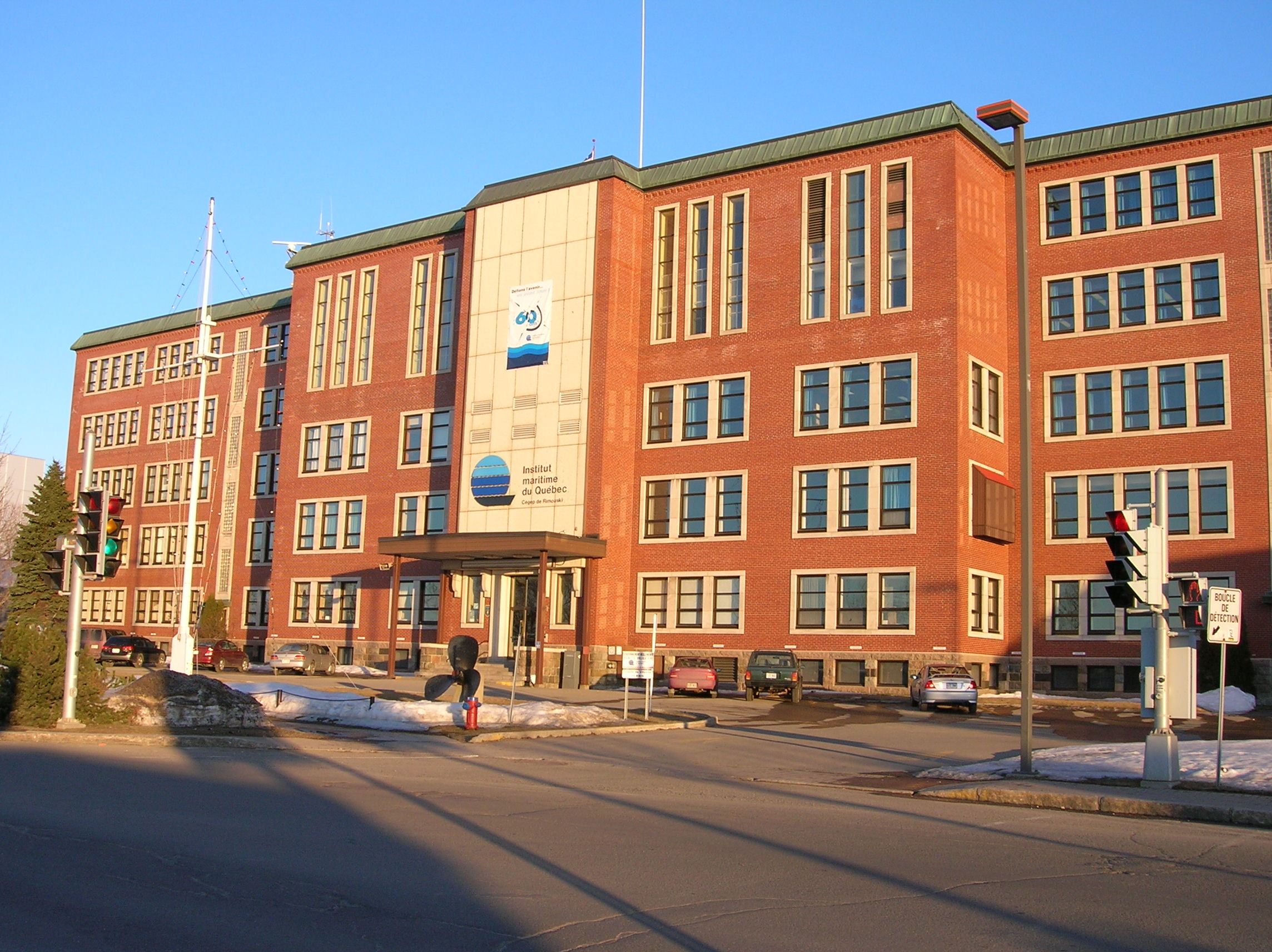
L'Institut maritime du Québec

Pour les articles homonymes, voir IMQ.
L'Institut maritime du Québec (IMQ) est un établissement d'enseignement de niveau collégial situé à Rimouski, au Québec (Canada). L'IMQ est une composante du Collège de Rimouski le Cégep de Rimouski et le Centre matapédien d'études collégiales. Le regroupement du Collège de Rimouski est responsable de deux centres collégiaux de transfert de technologie reconnus par le ministère de l'Éducation et de l'Enseignement supérieur, soit le centre Innovation maritime et le Service de recherche et d’expertise en transformation des produits forestiers (SEREX) qui offrent tous les deux des services de recherche et développement, de soutien technique ainsi que de formation aux entreprises dans leur domaine respectif.

## Description
L'IMQ fait partie du réseau des cinq écoles nationales du Québec, un réseau créé en 1988 et reconnu par le ministère de l'Éducation du Québec. Il s'agit d'écoles de formation spécialisées qui ont d'abord été des institutions d'enseignement indépendantes avant de s'intégrer au réseau québécois des Cégep. Chaque école offre une formation techniques de « haut niveau dans des spécialités exclusives ».
Les formations offertes par l'IMQ se regroupent dans cinq spécialités navales, soit : « l'architecture navale, la navigation, le génie mécanique de marine, la plongée professionnelle et la logistique du transport ». Les programmes Navigation et Techniques de génie mécanique de marine sont donnés en alternance études-stage en mer et sont théoriquement d'une durée de 4 ans. Les programmes Technologie de l'architecture navale ainsi que Techniques de la logistique du transport sont d'une durée de 3 ans. Le programme Plongée professionnelle est d'une durée d'un an.
L'IMQ possède aussi un centre de recherche appliquée en technologies maritimes, Innovation maritime, ainsi qu'un centre de formation en plongée professionnelle. Il administre également le Centre de formation aux mesures d'urgence situé à Saint-Romuald, près de Québec.
Un groupe très "select" de cadets de l'I.M.Q. sillonnent continuellement les mers du monde grâce à des ententes avec des entreprises de transport maritime canadiennes et étrangères.

## Programmes de formation
Les programmes de formation technique :
- Navigation
- Techniques de génie mécanique de marine
- Gestion des opérations et de la chaîne logistique
- Technologie de l'architecture navale
- Plongée professionnelle

Cheminement particulier :
- Tremplin DEC maritime

## Historique
Fondée en 1944, l'institut maritime du Québec est le plus important centre de formation maritime au Canada et le seul centre de formation maritime francophone en Amérique,.
Le 3 juin 2019, Madame Mélanie Leblanc, est devenue la première femme à diriger l’IMQ en 75 ans d’existence.